# Impedancia dual
Impedancia dual y red dual son términos usados en análisis de redes eléctricas.
El dual de una impedancia {\displaystyle Z\,\!} es su inverso algebraico {\displaystyle Z'={\frac {1}{Z}}}. Véase que {\displaystyle Z\,} and {\displaystyle Z'\,} son los duales del otro, esto es, son recíprocos. Por esta razón la impedancia dual también se llama impedancia inversa. El dual de una red de impedancias es una red cuya impedancia es {\displaystyle Z'\,\!}.
En el caso de una red con más de un cuadripolo la impedancia obtenida en cada uno de los extremos debe también ser dual.

Otra forma de exponer esto es que el dual de {\displaystyle Z\,\!} es la admitancia {\displaystyle Y=Z\,\!}.

Esto es congruente con la definición de dual tal que en un circuito cuyos voltajes y corrientes se intercambien tal que {\displaystyle Z={\frac {V}{I}}} y {\displaystyle Z'={\frac {1}{Z}}={\frac {I}{V}}}

- Datos: Q1262624